# Caspar Feichtmayr

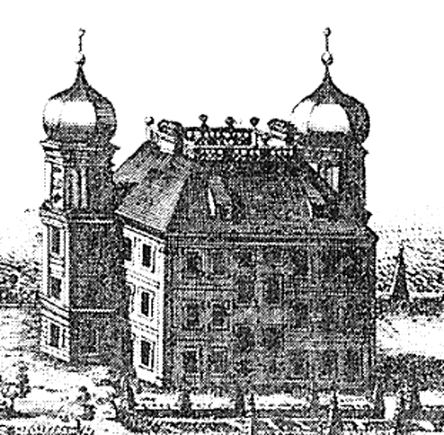
Schloss Ammerland

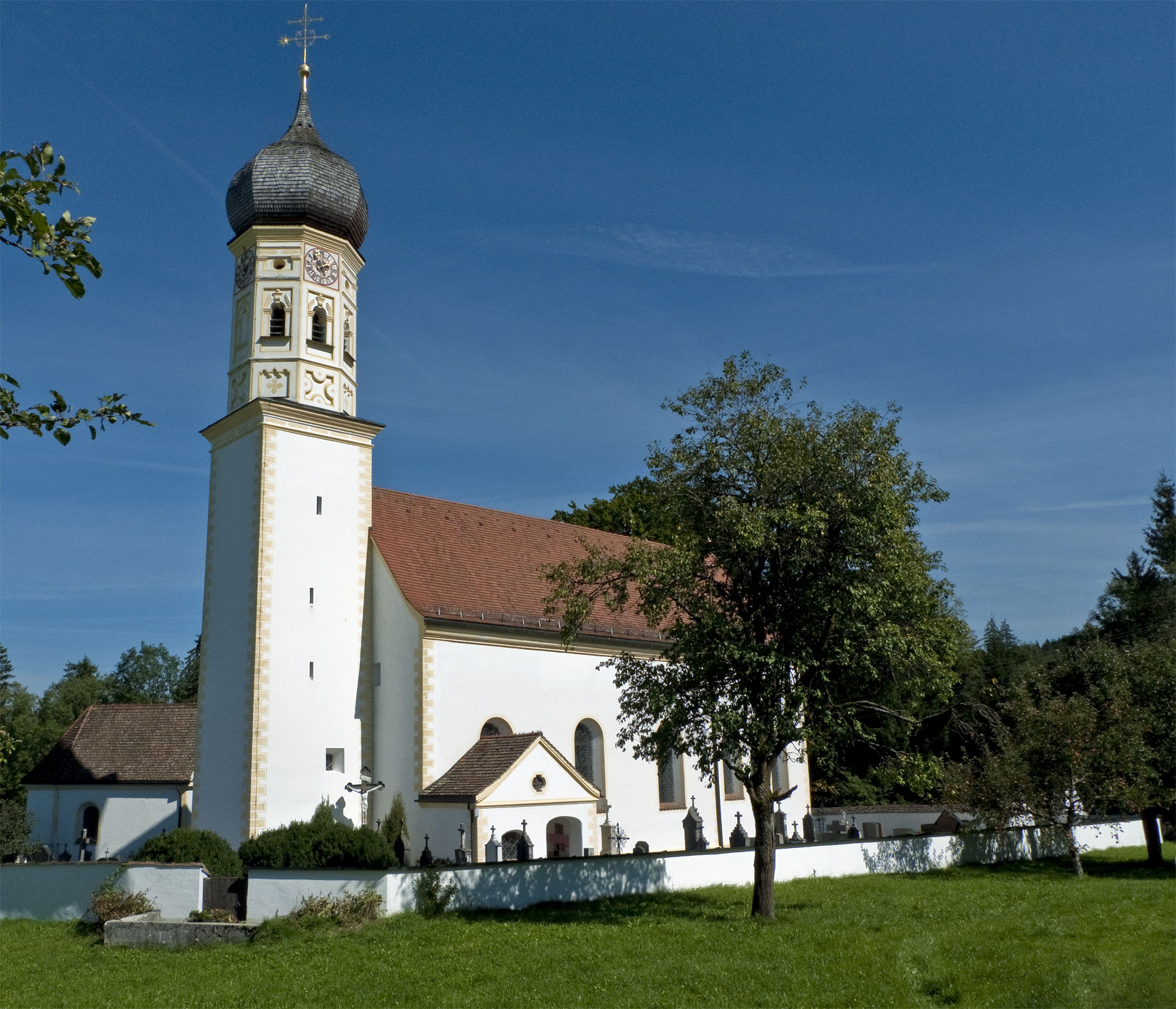
St. Johannes d. T. in Fischbach

Caspar Feichtmayr (* 1637 oder 1639 in Forst; † vermutlich 1704 in Weilheim in Oberbayern) war ein Maurer und Werkmeister, nach heutigem Verständnis also Baumeister, und der erste der Bekannten aus der Künstlerfamilie Feuchtmayer.
Feichtmayr gilt neben seinem Kollegen Johann Schmuzer als Mitbegründer der Wessobrunner Schule, die im 18. Jahrhundert das Bauwesen, insbesondere das sakrale, in Süddeutschland, Tirol und in der Schweiz maßgeblich beeinflusste. Er war in Bernried verheiratet, lebte aber später ab ca. 1677 in Weilheim, wo er vermutlich 1704 starb. Von ursprünglich elf Söhnen und Töchtern überlebten ihn acht. Viele sakrale Bauwerke in dieser Region tragen seine architektonische und künstlerische Handschrift.

## Bauwerke (Auswahl)
- 1659–62: Pfarrkirche St. Martin, Bernried am Starnberger See, nicht gesichert
- 1666: Sebastianskapelle, Ellwangen (Jagst)
- 1670–72: Pfarrkirche St. Michael, Kochel am See, Turmoktogon
- 1670–74: Kloster Andechs, Graf-Berthold-Zimmer, zugeschrieben
- 1671–76: Kirche St. Johannes d. T.  in Wackersberg-Fischbach[2]
- 1672: Kuratiekirche St. Georg, Bichl, Turm
- 1672–73: Ehemalige Klosterkirche St. Benedikt, Benediktbeuern, Türme und Ostchor
- 1676: Turm der Pfarrkirche St. Agatha, Uffing am Staffelsee
- um 1680: Schloss Ammerland
- um 1680: Filialkirche St. Michael, Inning am Ammersee-Schlagenhofen
- 1681: Pfarrkirche Mariä Himmelfahrt, Oberostendorf
- 1681: Neubau der Wallfahrtskirche St. Magnus in Leuterschach, zugeschrieben
- 1683–85: Katholische Pfarrkirche St. Ulrich in Wertach
- um 1685: Pfarrkirche St. Laurentius (Königsdorf), Königsdorf, Turm
- 1685: Pfarrkirche St. Georg und St. Wendelin, Buchloe-Lindenberg, Turmaufbau
- 1687–93: Klosterkirche  Söflingen
- 1688: Pfarrkirche St. Peter und Paul, Antdorf, Neubau nach Brand
- 1688–90: Pfarrkirche St. Michael, Kochel am See, Langhaus
- 1689: Hofkapelle St. Augustinus, Gut Gossenhofen, Weilheim in Oberbayern
- 1693: Umbau der Hofmarkskirche Mariä Himmelfahrt, Bernried am Starnberger See
- 1696: Schloss Allmannshausen
- 1699: Pfarrkirche St. Vitus, Iffeldorf, Neubau nach Brand, zugeschrieben